# St. Antonius (Remsede)

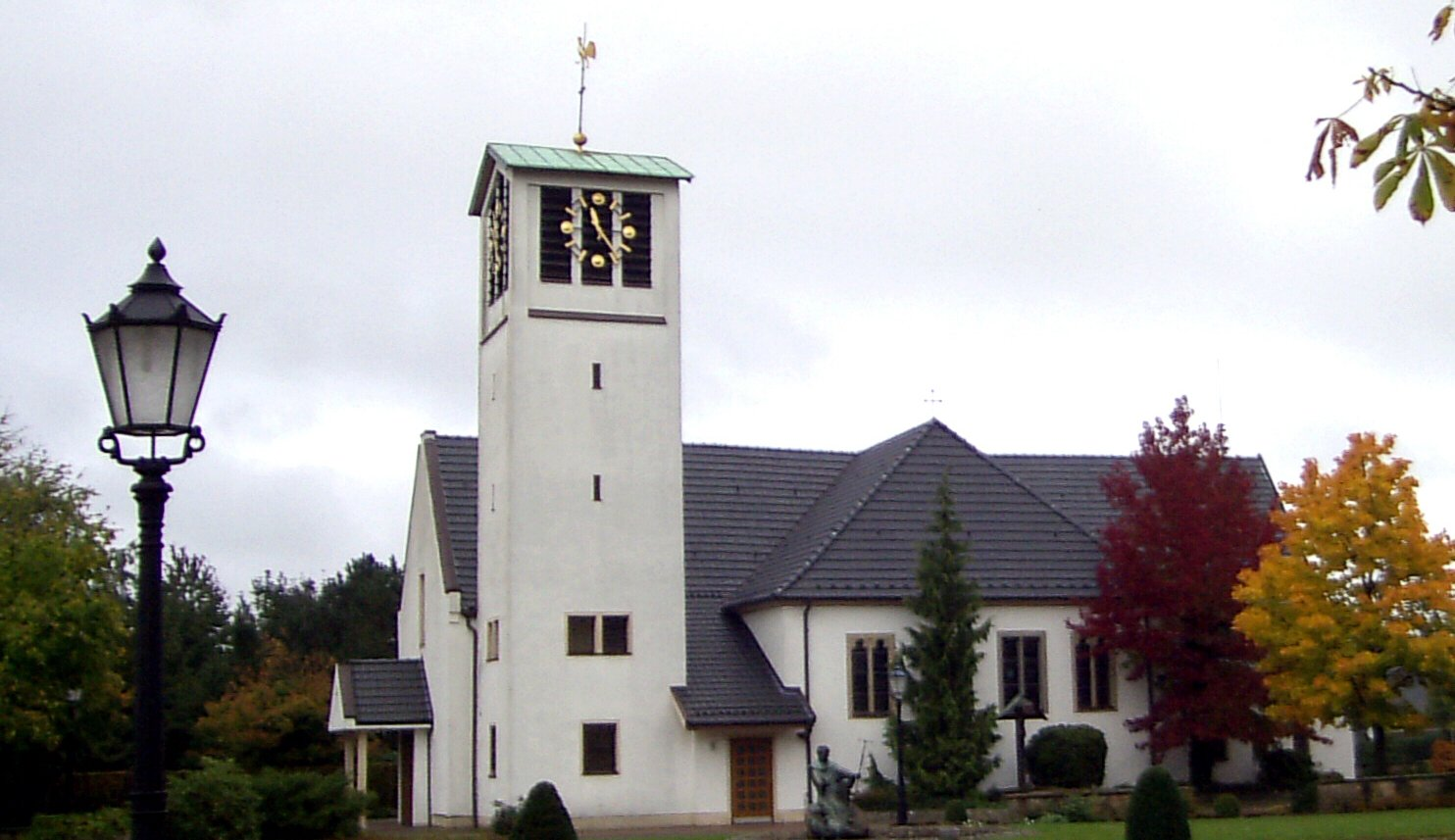
Die Antoniuskirche in Remsede

Die St. Antonius ist die römisch-katholische Dorfkirche in Remsede.

## Geschichte
Im 9. Jahrhundert wurde in Remsede eine kleine Kapelle zu Ehren Antonius des Großen errichtet. In der Mitte des 14. Jahrhunderts entwickelte sich die Kapelle zum Ziel der Remseder Wallfahrt. Die Gemeinde war eine Filialkirche der St.-Marien-Kirche in Bad Laer. Am 15. August 1851 erlangte man die Selbstständigkeit. 1932 wurde die Kapelle im Wesentlichen überbaut und damit vergrößert. Der Chorraum und wesentlichen Teile des Interieurs sind aber noch älteren Datums. Der Campanile wurde 1966 hinzugefügt. Die älteste Figur ist der Patron der Kirche, der hl. Antonius im Hochaltar. Er stammt aus dem 16. Jahrhundert. Alle anderen Figuren: Marien-Altar, die Schmerzhafte Mutter und der Leidende Christus sind in der Formensprache des Barock gehalten und stammen aus der Zeit nach dem Dreißigjährigen Krieg.